# Dijakovac
Dijakovac (1971-ig Đakovac) falu Horvátországban Belovár-Bilogora megyében. Közigazgatásilag Grobosinchoz tartozik.

## Fekvése
Belovártól légvonalban 45, közúton 58 km-re délkeletre, Daruvártól légvonalban 16, közúton 21 km-re északkeletre, községközpontjától légvonalban 14, közúton 20 km-re keletre Nyugat-Szlavóniában, Turčević Polje és Mali Miletinac között, az Ilova és jobb oldali mellékvize Suplica-patak összefolyásánál fekszik.

## Története
A török kiűzése után a község területe majdnem teljesen lakatlan volt és rengeteg szántóföld maradt műveletlenül. Ezért a bécsi udvar elhatározta, hogy a földeket a betelepítendő határőrcsaládok között osztja fel. Az első betelepülő családok 1698-ban érkeztek Lika, Bosznia, a horvát Tengermellék, Imotski és kisebb számban az Isztria területéről. Újjászervezték a közigazgatást is. Létrehozták a katonai határőrvidéket, mely nem tartozott a horvát bánok fennhatósága alá, hanem osztrák és magyar generálisok irányításával közvetlenül a bécsi udvar alá tartozott. A települést 1774-ben az első katonai felmérés térképén még Turčević Polje részeként „Diakovacz” néven találjuk. A katonai közigazgatás idején a szentgyörgyvári ezredhez tartozott.
A katonai közigazgatás megszüntetése (1871) után Magyar Királyságon belül Horvát–Szlavónország részeként, Belovár-Kőrös vármegye Grubisno Poljei járásának része volt. Lakosságát csak 1890 óta számlálják önállóan. 1890-ben 289, 1910-ben 517 lakosa volt. A 19. század végén és a 20. század elején az olcsó földterületek miatt és a jobb megélhetés reményében főként cseh lakosság telepedett le itt, de élt itt néhány magyar család is. 1910-ben a népszámlálás adatai szerint lakosságának 41%-a szerb, 31%-a horvát, 12%-a cseh anyanyelvű volt. Az első világháború után 1918-ban az új szerb-horvát-szlovén állam, majd később (1929-ben) Jugoszlávia része lett. 1941 és 1945 között a németbarát Független Horvát Államhoz, háború után a település a szocialista Jugoszláviához tartozott. 1991-től a független Horvátország része. 1991-ben lakosságának 54%-a szerb, 42%-a horvát nemzetiségű volt. 2011-ben 44 lakosa volt.

## Lakossága
| Lakosság változása | Lakosság változása | Lakosság változása | Lakosság változása | Lakosság változása | Lakosság változása | Lakosság változása | Lakosság változása | Lakosság változása | Lakosság változása | Lakosság változása | Lakosság változása | Lakosság változása | Lakosság változása | Lakosság változása | Lakosság változása |
| ------------------ | ------------------ | ------------------ | ------------------ | ------------------ | ------------------ | ------------------ | ------------------ | ------------------ | ------------------ | ------------------ | ------------------ | ------------------ | ------------------ | ------------------ | ------------------ |
| 1857               | 1869               | 1880               | 1890               | 1900               | 1910               | 1921               | 1931               | 1948               | 1953               | 1961               | 1971               | 1981               | 1991               | 2001               | 2011               |
| 0                  | 0                  | 0                  | 289                | 416                | 517                | 439                | 550                | 477                | 482                | 330                | 248                | 158                | 105                | 47                 | 32                 |

(1857 és 1880 között lakosságát Turčević Poljéhoz számították.)

## Nevezetességei
Szent István vértanú tiszteletére szentelt pravoszláv parochiális temploma 1931-ben épült a régi fatemplom helyén. Turčević Polje és Dijakovac pravoszláv hívei közösen építették ott, ahol a két falu határa húzódik. Ma a templom elhagyatva, rossz állapotban, romosan áll bozóttal és tüskés növényzettel benőve.